# نو مانز سكاي
نو مانز سكاي (بالإنجليزية: No Man's Sky)‏ ، هي لعبة فيديو من نوع البقاء على قيد الحياة والمغامرات ، وهي من تطوير ونشر شركة هالو غيمز البريطانية ، وتعتمد على نوع فريد من اللعب حيث يمكن للاعب التنقل والسفر في كون اللعبة بكل حرية، واللعبة متوفرة على جهاز بلاي ستيشن 4 ونظام مايكروسوفت ويندوز.